# Campeonato Sudamericano de Fútbol Sub-20 de 2009
El XXIV Campeonato Sudamericano Sub-20 de fútbol, "Juventud de América", se realizó en Venezuela entre el 19 de enero y el 8 de febrero de 2009. Este torneo entregó cuatro cupos a la Copa Mundial de Fútbol Sub-20 de 2009, que se realizó en Egipto.
En un principio, se había anunciado que esta edición se realizaría en Perú, pero los problemas entre el gobierno de ese país y la Federación Peruana de Fútbol, hicieron que la Confederación Sudamericana de Fútbol (Conmebol) decidiera reunirse y elegir una nueva sede. Finalmente, en noviembre de 2008, Venezuela fue escogida como la sede definitiva.
El torneo consistió en dos grupos de cinco países. Los tres primeros avanzaron a la siguiente ronda que consistió en un solo grupo de todos contra todos en el que se definió quienes van a la Copa Mundial de Fútbol Sub-20. Los cuatro primeros asistirán al Mundial Sub-20, mientras que los dos últimos quedaron eliminados.
Venezuela consiguió su primera clasificación de la historia a cualquier torneo organizado por la FIFA al derrotar en la última fecha a su similar de Uruguay.

## Participantes
Participaron en el torneo los equipos representativos de las 10 asociaciones nacionales afiliadas a la Confederación Sudamericana de Fútbol:
| Equipos participantes | Equipos participantes | Equipos participantes | Equipos participantes | Equipos participantes |
| --------------------- | --------------------- | --------------------- | --------------------- | --------------------- |
| Argentina             | Bolivia               | Brasil                | Chile                 | Colombia              |
| Ecuador               | Paraguay              | Perú                  | Uruguay               | Venezuela             |

## Sedes
La Federación Venezolana de Fútbol anunció las sedes del torneo:
| Ciudad         | Estadio                                          | Capacidad |
| -------------- | ------------------------------------------------ | --------- |
| Maturín        | Estadio Monumental de Maturín                    | 52.000    |
| Ciudad Guayana | Centro Total de Entrenamiento Cachamay           | 41.600    |
| Puerto La Cruz | Estadio Olímpico General José Antonio Anzoátegui | 40.000    |

## Árbitros
Hubo árbitros de todos los países participantes.[cita requerida]
- Argentina Saúl Laverni (árbitro) - Gustavo Esquivel (asistente).
- Bolivia Joaquín Antequera (árbitro) - Jorge Calderón (asistente).
- Brasil Salvio Fagundes (árbitro) - Alessandro Rocha (asistente).
- Chile Enrique Osses (árbitro) - Julio Díaz (asistente).
- Colombia Wilmar Roldán (árbitro) - Wilson Berrío (asistente).
- Ecuador Carlos Vera (árbitro) - Luis Alvarado (asistente).
- Paraguay Antonio Arias (árbitro) - Nicolás Yegros (asistente).
- Perú Georges Buckley (árbitro) - César Escano (asistente).
- Uruguay Líber Prudente (árbitro) - Carlos Pastorino (asistente).
- Venezuela Juan Ernesto Soto (árbitro) - Jorge Urrego y Luis Sánchez (asistentes).

## Fechas y resultados
- Los horarios corresponden a la hora de Venezuela (UTC-4:30)

### Primera fase
Los 10 equipos participantes en la primera fase se dividieron en dos grupos de cinco equipos cada uno. Luego de una liguilla simple (a una sola rueda de partidos), pasaron a segunda ronda los equipos que ocuparon las posiciones primera, segunda y tercera de cada grupo.
En caso de empate en puntos en cualquiera de las posiciones, la clasificación se determina siguiendo en orden los siguientes criterios:
- Diferencia de goles.
- Cantidad de goles marcados.
- El resultado del partido jugado entre los empatados.
- Por sorteo.

En el sorteo realizado el 21 de agosto de 2008, se definieron las sedes y los integrantes de cada grupo, no obstante, el orden de los equipos definitivo cambió el 2 de diciembre del mismo año. Esa misma fecha, se dieron a conocer las fechas y enfrentamientos:

#### Grupo A
| Equipo    | Pts. | PJ | PG | PE | PP | GF | GC | Dif |
| --------- | ---- | -- | -- | -- | -- | -- | -- | --- |
| Venezuela | 6    | 4  | 1  | 3  | 0  | 5  | 3  | 2   |
| Argentina | 6    | 4  | 1  | 3  | 0  | 7  | 6  | 1   |
| Colombia  | 6    | 4  | 1  | 3  | 0  | 4  | 3  | 1   |
| Ecuador   | 6    | 4  | 1  | 3  | 0  | 4  | 3  | 1   |
| Perú      | 0    | 4  | 0  | 0  | 4  | 3  | 8  | -5  |

| 19 de enero de 2009, 18:30 | Perú              | 1:2 (1:2) | Ecuador      | Estadio Monumental de Maturín, Maturín                               |                                                                      |
|                            | Barros 27' (pen.) | Reporte   | Rojas 3' 21' | Asistencia: 30.000 espectadores Árbitro(s): Líber Prudente (Uruguay) | Asistencia: 30.000 espectadores Árbitro(s): Líber Prudente (Uruguay) |

| 19 de enero de 2009, 20:40 | Venezuela | 1:1 (1:1) | Argentina  | Estadio Monumental de Maturín, Maturín                            |                                                                   |
|                            | Rondón 2' | Reporte   | Salvio 23' | Asistencia: 30.000 espectadores Árbitro(s): Enrique Osses (Chile) | Asistencia: 30.000 espectadores Árbitro(s): Enrique Osses (Chile) |

| 21 de enero de 2009, 18:30 | Colombia   | 1:0 (1:0) | Perú | Estadio Monumental de Maturín, Maturín                                 |                                                                        |
|                            | Cuesta 33' | Reporte   |      | Asistencia: 4.000 espectadores Árbitro(s): Joaquín Antequera (Bolivia) | Asistencia: 4.000 espectadores Árbitro(s): Joaquín Antequera (Bolivia) |

| 21 de enero de 2009, 20:40 | Ecuador | 0:0     | Venezuela | Estadio Monumental de Maturín, Maturín                               |                                                                      |
|                            |         | Reporte |           | Asistencia: 10.000 espectadores Árbitro(s): Antonio Arias (Paraguay) | Asistencia: 10.000 espectadores Árbitro(s): Antonio Arias (Paraguay) |

| 23 de enero de 2009, 18:30 | Ecuador | 0:0     | Colombia | Estadio Monumental de Maturín, Maturín |                                      |
|                            |         | Reporte |          | Árbitro(s): Salvio Fagundes (Brasil)   | Árbitro(s): Salvio Fagundes (Brasil) |

| 23 de enero de 2009, 20:40 | Argentina                  | 2:1 (1:1) | Perú        | Estadio Monumental de Maturín, Maturín                              |                                                                     |
|                            | Cristaldo 25' · Salvio 76' | Reporte   | Trujillo 3' | Asistencia: 4.000 espectadores Árbitro(s): Líber Prudente (Uruguay) | Asistencia: 4.000 espectadores Árbitro(s): Líber Prudente (Uruguay) |

| 25 de enero de 2009, 16:30 | Colombia      | 2:2 (2:1) | Argentina                  | Estadio Monumental de Maturín, Maturín                              |                                                                     |
|                            | Pérez 1', 23' | Reporte   | Velázquez 34' · Salvio 52' | Asistencia: 5.000 espectadores Árbitro(s): Antonio Arias (Paraguay) | Asistencia: 5.000 espectadores Árbitro(s): Antonio Arias (Paraguay) |

| 25 de enero de 2009, 18:40 | Perú       | 1:3 (0:1) | Venezuela                                     | Estadio Monumental de Maturín, Maturín                                  |                                                                         |
|                            | Barros 82' | Reporte   | Peña 21' · Camacho 51' · del Valle 85' (pen.) | Asistencia: 15.000 espectadores Árbitro(s): Joaquín Antequera (Bolivia) | Asistencia: 15.000 espectadores Árbitro(s): Joaquín Antequera (Bolivia) |

| 27 de enero de 2009, 18:30 | Argentina              | 2:2 (1:1) | Ecuador                  | Estadio Monumental de Maturín, Maturín                              |                                                                     |
|                            | Gaitán 32' · Bella 79' | Reporte   | Pinto 39' · Anangonó 78' | Asistencia: 2.000 espectadores Árbitro(s): Salvio Fagundes (Brasil) | Asistencia: 2.000 espectadores Árbitro(s): Salvio Fagundes (Brasil) |

| 27 de enero de 2009, 20:40 | Venezuela  | 1:1 (1:0) | Colombia           | Estadio Monumental de Maturín, Maturín                            |                                                                   |
|                            | Rondón 41' | Reporte   | Nazarit 63' (pen.) | Asistencia: 18.000 espectadores Árbitro(s): Enrique Osses (Chile) | Asistencia: 18.000 espectadores Árbitro(s): Enrique Osses (Chile) |

#### Grupo B
| Equipo   | Pts. | PJ | PG | PE | PP | GF | GC | Dif |
| -------- | ---- | -- | -- | -- | -- | -- | -- | --- |
| Uruguay  | 12   | 4  | 4  | 0  | 0  | 12 | 6  | 6   |
| Paraguay | 7    | 4  | 2  | 1  | 1  | 10 | 7  | 3   |
| Brasil   | 7    | 4  | 2  | 1  | 1  | 7  | 5  | 2   |
| Chile    | 3    | 4  | 1  | 0  | 3  | 5  | 7  | -2  |
| Bolivia  | 0    | 4  | 0  | 0  | 4  | 2  | 11 | -9  |

| 20 de enero de 2009, 18:30 | Bolivia | 0:2 (0:0) | Uruguay         | CTE Cachamay, Ciudad Guayana                                             |                                                                          |
|                            |         | [http://old.conmebol.com/conmeboltest/competiciones_evento_reporte.jsp?evento=1052&ano=2009&dv=1&flt=B&id=3&slangab=S (enlace roto disponible en Internet Archive; véase el historial, la primera versión y la última). Reporte] | Lodeiro 52' 89' | Asistencia: 7.000 espectadores Árbitro(s): Juan Ernesto Soto (Venezuela) | Asistencia: 7.000 espectadores Árbitro(s): Juan Ernesto Soto (Venezuela) |

| 20 de enero de 2009, 20:40 | Brasil    | 1:1 (1:0) | Paraguay  | CTE Cachamay, Ciudad Guayana                                         |                                                                      |
|                            | Walter 7' | Reporte   | Pérez 78' | Asistencia: 15.000 espectadores Árbitro(s): Saúl Laverni (Argentina) | Asistencia: 15.000 espectadores Árbitro(s): Saúl Laverni (Argentina) |

| 22 de enero de 2009, 18:30 | Uruguay                           | 3:2 (2:2) | Chile                           | CTE Cachamay, Ciudad Guayana                                        |                                                                     |
|                            | Viudez 1' · Peña 40' · García 70' | Reporte   | Aránguiz 5' · Sagredo 9' (pen.) | Asistencia: 3.000 espectadores Árbitro(s): Wilmar Roldán (Colombia) | Asistencia: 3.000 espectadores Árbitro(s): Wilmar Roldán (Colombia) |

| 22 de enero de 2009, 20:40 | Brasil                 | 2:1 (1:1) | Bolivia     | CTE Cachamay, Ciudad Guayana                                      |                                                                   |
|                            | Walter 35' · Tales 51' | Reporte   | Castedo 23' | Asistencia: 7.000 espectadores Árbitro(s): Georges Buckley (Perú) | Asistencia: 7.000 espectadores Árbitro(s): Georges Buckley (Perú) |

| 24 de enero de 2009, 16:30 | Chile          | 2:0 (0:0) | Bolivia | CTE Cachamay, Ciudad Guayana                                     |                                                                  |
|                            | Gómez 80', 85' | Reporte   |         | Asistencia: 2.000 espectadores Árbitro(s): Carlos Vera (Ecuador) | Asistencia: 2.000 espectadores Árbitro(s): Carlos Vera (Ecuador) |

| 24 de enero de 2009, 18:40 | Paraguay                      | 2:4 (1:0) | Uruguay                                                    | CTE Cachamay, Ciudad Guayana                                        |                                                                     |
|                            | Ramírez 21' · Santander 90+2' | Reporte   | Cabrera 52' · García 54' · Lodeiro 77' · Urretavizcaya 79' | Asistencia: 5.000 espectadores Árbitro(s): Saúl Laverni (Argentina) | Asistencia: 5.000 espectadores Árbitro(s): Saúl Laverni (Argentina) |

| 26 de enero de 2009, 18:30 | Bolivia   | 1:5 (1:2) | Paraguay                                       | CTE Cachamay, Ciudad Guayana                                             |                                                                          |
|                            | Tudor 23' | Reporte   | Cristaldo 7' · Ramírez 20' 73' 83' · Ortiz 90' | Asistencia: 1.000 espectadores Árbitro(s): Juan Ernesto Soto (Venezuela) | Asistencia: 1.000 espectadores Árbitro(s): Juan Ernesto Soto (Venezuela) |

| 26 de enero de 2009, 20:40 | Chile | 0:2 (0:1) | Brasil                     | CTE Cachamay, Ciudad Guayana                                        |                                                                     |
|                            |       | Reporte   | Dentinho 10' · Maylson 77' | Asistencia: 7.000 espectadores Árbitro(s): Wilmar Roldán (Colombia) | Asistencia: 7.000 espectadores Árbitro(s): Wilmar Roldán (Colombia) |

| 28 de enero de 2009, 18:30 | Paraguay          | 2:1 (0:1) | Chile    | CTE Cachamay, Ciudad Guayana                                      |                                                                   |
|                            | Santander 55' 56' | Reporte   | Gómez 6' | Asistencia: 4.000 espectadores Árbitro(s): Georges Buckley (Perú) | Asistencia: 4.000 espectadores Árbitro(s): Georges Buckley (Perú) |

| 28 de enero de 2009, 20:40 | Uruguay                         | 3:2 (1:1) | Brasil                              | CTE Cachamay, Ciudad Guayana                                     |                                                                  |
|                            | Córdoba 21' · Hernández 68' 84' | Reporte   | Douglas Costa 33' · Alan Kardec 63' | Asistencia: 9.000 espectadores Árbitro(s): Carlos Vera (Ecuador) | Asistencia: 9.000 espectadores Árbitro(s): Carlos Vera (Ecuador) |

### Fase final
| Equipo    | Pts. | PJ | PG | PE | PP | GF | GC | Dif |
| --------- | ---- | -- | -- | -- | -- | -- | -- | --- |
| Brasil    | 12   | 5  | 4  | 0  | 1  | 10 | 4  | 6   |
| Paraguay  | 8    | 5  | 2  | 2  | 1  | 8  | 5  | 3   |
| Uruguay   | 7    | 5  | 2  | 1  | 2  | 9  | 10 | -1  |
| Venezuela | 7    | 5  | 2  | 1  | 2  | 6  | 9  | -3  |
| Colombia  | 6    | 5  | 2  | 0  | 3  | 6  | 7  | -1  |
| Argentina | 2    | 5  | 0  | 2  | 3  | 3  | 7  | -4  |

| 31 de enero de 2009, 16:00 | Argentina     | 1:1 (0:0) | Paraguay  | CTE Cachamay, Ciudad Guayana                                        |                                                                     |
|                            | Cristaldo 47' | Reporte   | Pérez 60' | Asistencia: 3.000 espectadores Árbitro(s): Wilmar Roldán (Colombia) | Asistencia: 3.000 espectadores Árbitro(s): Wilmar Roldán (Colombia) |

| 31 de enero de 2009, 18:15 | Uruguay                     | 2:3 (1:2) | Brasil                             | CTE Cachamay, Ciudad Guayana                                     |                                                                  |
|                            | Silva 39' · Hernández 90+3' | Reporte   | Walter 19' 30' · Douglas Costa 77' | Asistencia: 8.000 espectadores Árbitro(s): Enrique Osses (Chile) | Asistencia: 8.000 espectadores Árbitro(s): Enrique Osses (Chile) |

| 31 de enero de 2009, 20:30 | Venezuela                            | 2:1 (1:1) | Colombia   | Estadio José Antonio Anzoátegui, Puerto La Cruz                      |                                                                      |
|                            | del Valle 35' (pen.) · Fernández 60' | Reporte   | Blanco 13' | Asistencia: 15.000 espectadores Árbitro(s): Saúl Laverni (Argentina) | Asistencia: 15.000 espectadores Árbitro(s): Saúl Laverni (Argentina) |

| 2 de febrero de 2009, 16:00 | Brasil                                | 2:0 (0:0) | Argentina | Estadio Monumental de Maturín, Maturín                              |                                                                     |
|                             | Alan Kardec 65' (pen.) · Giuliano 86' | Reporte   |           | Asistencia: 1.000 espectadores Árbitro(s): Líber Prudente (Uruguay) | Asistencia: 1.000 espectadores Árbitro(s): Líber Prudente (Uruguay) |

| 2 de febrero de 2009, 18:15 | Uruguay                          | 2:1 (0:1) | Colombia  | Estadio Monumental de Maturín, Maturín                              |                                                                     |
|                             | Aguirregaray 58' · Charquero 79' | Reporte   | Pertúz 9' | Asistencia: 3.000 espectadores Árbitro(s): Salvio Fagundes (Brasil) | Asistencia: 3.000 espectadores Árbitro(s): Salvio Fagundes (Brasil) |

| 2 de febrero de 2009, 20:30 | Paraguay                               | 3:0 (1:0) | Venezuela | Estadio José Antonio Anzoátegui, Puerto La Cruz                   |                                                                   |
|                             | Santander 6' · Pérez 67' · Ramírez 85' | Reporte   |           | Asistencia: 12.000 espectadores Árbitro(s): Carlos Vera (Ecuador) | Asistencia: 12.000 espectadores Árbitro(s): Carlos Vera (Ecuador) |

| 4 de febrero de 2009, 16:00 | Colombia                        | 2:1 (2:0) | Paraguay  | Estadio José Antonio Anzoátegui, Puerto La Cruz                 |                                                                 |
|                             | Pertúz 3' · Cárdenas 22' (pen.) | Reporte   | Pérez 54' | Asistencia: 500 espectadores Árbitro(s): Georges Buckley (Perú) | Asistencia: 500 espectadores Árbitro(s): Georges Buckley (Perú) |

| 4 de febrero de 2009, 18:15 | Argentina  | 1:2 (0:0) | Uruguay                           | Estadio José Antonio Anzoátegui, Puerto La Cruz                  |                                                                  |
|                             | Salvio 84' | Reporte   | Urretavizcaya 70' · Hernández 76' | Asistencia: 5.000 espectadores Árbitro(s): Carlos Vera (Ecuador) | Asistencia: 5.000 espectadores Árbitro(s): Carlos Vera (Ecuador) |

| 4 de febrero de 2009, 20:30 | Venezuela | 0:3 (0:1) | Brasil                                  | Estadio José Antonio Anzoátegui, Puerto La Cruz                      |                                                                      |
|                             |           | Reporte   | Maylson 34' · Giuliano 46' · Sandro 57' | Asistencia: 22.000 espectadores Árbitro(s): Antonio Arias (Paraguay) | Asistencia: 22.000 espectadores Árbitro(s): Antonio Arias (Paraguay) |

| 6 de febrero de 2009, 16:00 | Colombia          | 1:2 (0:2) | Brasil                         | Estadio José Antonio Anzoátegui, Puerto La Cruz                  |                                                                  |
|                             | Pertúz 73' (pen.) | Reporte   | Walter 30' · Douglas Costa 34' | Asistencia: 1.000 espectadores Árbitro(s): Carlos Vera (Ecuador) | Asistencia: 1.000 espectadores Árbitro(s): Carlos Vera (Ecuador) |

| 6 de febrero de 2009, 18:15 | Uruguay                           | 2:2 (1:2) | Paraguay          | Estadio José Antonio Anzoátegui, Puerto La Cruz                        |                                                                        |
|                             | Urretavizcaya 14' · Hernández 77' | Reporte   | Paniagua 15', 32' | Asistencia: 5.000 espectadores Árbitro(s): Joaquín Antequera (Bolivia) | Asistencia: 5.000 espectadores Árbitro(s): Joaquín Antequera (Bolivia) |

| 6 de febrero de 2009, 20:30 | Venezuela  | 1:1 (0:0) | Argentina     | Estadio José Antonio Anzoátegui, Puerto La Cruz                    |                                                                    |
|                             | Rondón 85' | Reporte   | Benítez 90+2' | Asistencia: 10.000 espectadores Árbitro(s): Georges Buckley (Perú) | Asistencia: 10.000 espectadores Árbitro(s): Georges Buckley (Perú) |

| 8 de febrero de 2009, 16:00 | Argentina | 0:1 (0:0) | Colombia  | Estadio José Antonio Anzoátegui, Puerto La Cruz                        |                                                                        |
|                             |           | Reporte   | Chará 65' | Asistencia: 5.000 espectadores Árbitro(s): Joaquín Antequera (Bolivia) | Asistencia: 5.000 espectadores Árbitro(s): Joaquín Antequera (Bolivia) |

| 8 de febrero de 2009, 18:15                                                         | Venezuela                                    | 3:1 (1:1) | Uruguay    | Estadio José Antonio Anzoátegui, Puerto La Cruz                      |                                                                      |
|                                                                                     | Velázquez 14' · Peña 53' (a.g.) · Acosta 68' | Reporte   | García 45' | Asistencia: 15.000 espectadores Árbitro(s): Salvio Fagundes (Brasil) | Asistencia: 15.000 espectadores Árbitro(s): Salvio Fagundes (Brasil) |
| Primera clasificación a un torneo FIFA en la historia de la selección de Venezuela. |                                              |           |            |                                                                      |                                                                      |

| 8 de febrero de 2009, 20:30 | Paraguay  | 1:0 (0:0) | Brasil | Estadio José Antonio Anzoátegui, Puerto La Cruz                   |                                                                   |
|                             | Pérez 56' | Reporte   |        | Asistencia: 3.000 espectadores Árbitro(s): Georges Buckley (Perú) | Asistencia: 3.000 espectadores Árbitro(s): Georges Buckley (Perú) |

|                |
| Brasil         |
| Campeón Brasil |
| 10.mo título   |

### Clasificación general
| Pos. | Selección | Gr. | Pts. | PJ | PG | PE | PP | GF | GC | Dif |
| ---- | --------- | --- | ---- | -- | -- | -- | -- | -- | -- | --- |
| 1    | Brasil    | B   | 19   | 9  | 6  | 1  | 2  | 17 | 9  | +8  |
| 2    | Paraguay  | B   | 15   | 9  | 4  | 3  | 2  | 18 | 12 | +7  |
| 3    | Uruguay   | B   | 19   | 9  | 6  | 1  | 2  | 21 | 16 | +5  |
| 4    | Venezuela | A   | 13   | 9  | 3  | 4  | 2  | 11 | 12 | -1  |
| 5    | Colombia  | A   | 12   | 9  | 3  | 3  | 3  | 7  | 10 | -3  |
| 6    | Argentina | A   | 8    | 9  | 1  | 5  | 3  | 10 | 14 | -4  |
| 7    | Ecuador   | A   | 6    | 4  | 1  | 3  | 0  | 4  | 3  | +1  |
| 8    | Chile     | B   | 3    | 4  | 1  | 0  | 3  | 5  | 7  | -2  |
| 9    | Perú      | A   | 0    | 4  | 0  | 0  | 4  | 3  | 8  | -5  |
| 10   | Bolivia   | B   | 0    | 4  | 0  | 0  | 4  | 2  | 11 | -9  |

## Clasificados alMundial Sub-20 Egipto 2009
| Brasil | Paraguay | Uruguay | Venezuela |
| ------ | -------- | ------- | --------- |

## Goleadores
| Jugador                | Selección | Goles |
| ---------------------- | --------- | ----- |
| Walter                 | Brasil    | 5     |
| Hernán Pérez           | Paraguay  | 5     |
| Robin Ramírez          | Paraguay  | 5     |
| Abel Hernández         | Uruguay   | 5     |
| Federico Santander     | Paraguay  | 4     |
| Eduardo Salvio         | Argentina | 4     |
| José Salomón Rondón    | Venezuela | 3     |
| Douglas Costa          | Brasil    | 3     |
| Hernán Pertúz          | Colombia  | 3     |
| Mauricio Gómez         | Chile     | 3     |
| Santiago García        | Uruguay   | 3     |
| Nicolás Lodeiro        | Uruguay   | 3     |
| Jonathan Urretavizcaya | Uruguay   | 3     |

## Cobertura Mediática

### Televisión
La cadena deportiva Meridiano Televisión (Canal 39 UHF) (Canal 23 del TDT) transmite todos los partidos en vivo del Sudamericano Sub-20 en TV Abierta (UHF, Canales 39 y 76) y en TV Paga (DirecTV, Inter (empresa) y CANTV Satelital).
- TV Abierta: RCTV

#### Otros Países
- Uruguay:

- TV Paga: Tenfield (todos los partidos en vivo a través de VTV).

- Paraguay:

- TV Abierta: SNT (algunos partidos)

- TV Paga: Multicanal Sports (todos los partidos en vivo)

- Colombia:

- TV Abierta: Caracol Televisión (todos los partidos en vivo)